# Ann-Sofi Carlsson
För simmaren med samma namn, se Ann-Sofi Carlsson (simmare).
Ann-Sofi Carlsson, född 1975 i Vasa, är en finlandssvensk lektor i matematik vid Vörå samgymnasium och författare. Carlsson bor i Vasa i Österbotten . Carlsson har en fil.mag i matematik från Åbo Akademi 1994 – 1999 och har också gått skrivarkursen Litterärt skapande vid Åbo Akademi.